# Вороново (Западнодвинский район)
Вороново — деревня в Западнодвинском районе Тверской области. Входит в состав Западнодвинского сельского поселения.

## География
Деревня расположена в 24 километрах к северо-востоку от районного центра, города Западная Двина. В 500 метрах южнее расположено село Бибирево.
Часовой пояс
Деревня Вороново, как и вся Тверская область, находится в часовой зоне МСК (московское время). Смещение применяемого времени относительно UTC составляет +3:00.

## Население
| 2010 |
| ---- |
| 1    |

Население по переписи 2002 года — 10 человек. 
Национальный состав
Согласно результатам переписи 2002 года, в национальной структуре населения русские составляли 100 % от жителей.